# Nærum Station
 Ikke at forveksle med Narum Station.
Nærum Station er Nærumbanens nordlige endestation. Nærumbanen blev afkortet i forbindelse med motorvejsbyggeri i 1954, hvorfra bygningen stammer. Øst for stationen er der stoppested for motorvejsbusser.
Den første station i Nærum åbnede sammen med banen i 1900. Dens stationsbygning blev tegnet af Heinrich Wencks tegnestue.

## Galleri
- Stationsbygningen fra 1954.
- Ventesal i stationsbygningen.
- Stationsbygningen ligger for enden af sporene.
- Y-tog på stationen i 1981.
- Spor og perroner.